# Ішуніна Марія
Марі́я Ішу́міна (Ішуніна, Ішунівна, Іщунівна; * 1878 — † 1920) — українська громадська діячка в Києві.

## Життєпис
Член Товариства українських поступовців. У 1906—1907 роках активно працювала в Київській «Просвіті».
Під час Першої світової війни працювала в комітеті допомоги жертвам війни (офіційна назва — «Товариство допомоги населенню півдня Росії, що постраждало від воєнних дій»). Була секретарем товариства. В її помешканні на Великій Підвальній вулиці містилася канцелярія товариства .